# Jiu-jitsu brésilien
Pour les articles homonymes, voir JJB.
Le jiu-jitsu brésilien (portugais : jiu-jitsu brasileiro; japonais : ブラジリアン柔術, burajirian jūjutsu), est un art martial, un sport de combat et un système de défense et d’attaque dérivé de techniques du judo et du ju-jitsu, historiquement développé par la famille Gracie au Brésil.
Le jiu-jitsu brésilien promeut l'idée qu'une personne peut se défendre ou s’attaquer à un opposant plus lourd et fort en utilisant les techniques appropriées, plus particulièrement en amenant le combat au sol, où les différences de poids se trouvent amoindries, pour appliquer des techniques d'étranglement, de clé articulaire ou de compression musculaire.[réf. nécessaire]

## Histoire

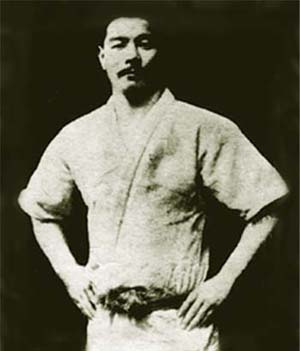
Sensei Mitsuyo Maeda (1904).

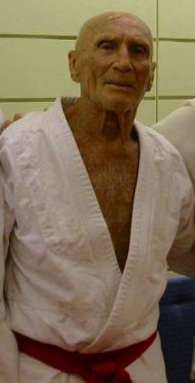
Maître Hélio Gracie (2004).

### Histoire officielle[non neutre]
Ainsi, les trois principales sources de l'histoire officiellement admise ont longtemps été :
- les deux documentaires Gracies In Action, sortis respectivement en 1988 et 1992
- l'article de Pat Jordan, du magazine Playboy, à propos de Rorion Gracie[1]

Cette histoire officielle colportée par Rorion Gracie, vivant à l'époque en Californie, a conduit de nombreuses sources de presse à se fourvoyer seulement sur cette base. Ainsi, le magazine Black Belt a nommé Hélio Gracie Homme de l'année sur la base d'une biographie mensongère en 1997, tandis que le New York Times le déclarait « l'un des principaux créateurs du jiu-jitsu brésilien ».
En substance, cette version des faits a été relayée ainsi :[non neutre]
Mitsuyo Maéda, né au Japon en 1879, pratique d'abord le sumo, avant d'entrer au Kōdōkan, l'école de judo de Jigorō Kanō, en 1897. En 1904, alors 4e dan de judo, il part aux États-Unis, avec Tsunéjiro Tomita, pour faire la démonstration de cette nouvelle discipline en affrontant des lutteurs. Il effectue un premier séjour au Brésil en 1907, puis en 1914 à Belém. Il participe alors à l'établissement de la colonie japonaise au Brésil en 1920. Au cours de ces séjours au Brésil, il participe à des combats de lutte libre (vale-tudo) pour montrer la supériorité du Kōdōkan et pour gagner un peu d'argent. Il est alors surnommé « Conde Koma ». Durant cette période, il est aidé par Gastão Gracie, descendant d'une famille écossaise. En remerciement, il enseigne l'art du combat à son fils, Carlos Gracie, qui l'enseigne à son tour à ses frères, Oswaldo, Gastão Jr et George Jr (Gastão et Cesalina Gracie avaient huit fils). Devenu leader du clan Gracie, le jeune élève Carlos, attiré par le combat réel, utilise les techniques enseignées par Maéda. Carlos Gracie commence à tester lui-même ces techniques en lançant lui aussi des défis. Carlos Gracie a alors la réputation de combattre n'importe qui, sans distinction de taille ou de poids. Il demeure invaincu et devient une légende au Brésil. Helio Gracie est un autre frère de Carlos, mais le médecin lui avait déconseillé de pratiquer, en raison de sa santé fragile et il se contente donc de regarder et d'écouter l'enseignement de son frère. À l'âge de 16 ans, il remplace Carlos lors d'un cours, en se servant de ce qu'il avait mémorisé. Il commence ainsi la pratique du ju-jitsu, mais focalise sa pratique sur le travail au sol. Une première tentative d'imposer cet art martial face à l'école japonaise échoue ainsi en 1951, avec la défaite d'Helio Gracie face au champion du Japon de Judo, Masahiko Kimura. Celui-ci récidive cependant 8 ans plus tard en venant à bout de Santana, champion de Gracie jiu-Jitsu.

### Incohérences et exagérations
- Si vous ne connaissez pas le sujet, laissez ce bandeau (vous pouvez alors contacter les auteurs).
- Si vous supprimez le contenu mis en cause (vous pouvez préalablement contacter les auteurs),

argumentez précisément cette suppression dans la page de discussion
(un manque de référence n'est pas un argument ; une recherche réelle de référence doit avoir été effectuée, être formellement documentée).
Cependant, de nombreuses incohérences apparaissent dans cette histoire lorsqu'elle est confrontée à des sources historiques. En 2000, les éditions Global Training Report publient un article de Roberto Pedreira à propos de George Mehdi, pratiquant de judo, contredisant une bonne partie de l'histoire officielle. En 2008, Reila Gracie, fille de Carlos Gracie et mère de Roger Gracie, publie une biographie de son père dont le contenu jure[Quoi ?] conséquemment avec l'histoire sus-mentionnée, mais ce livre n'était pas encore traduit ni facile d'accès en dehors du Brésil à cette époque.
Plus tard, Roberto Pedreira publiera de nombreux livres, résultat de près de deux décennies de recherche historique.[réf. nécessaire]
- Jiu-Jutsu in the South Zone[6]
- Choque: The Untold Story of Jiu-Jitsu in Brazil[7],[8],[9] (trois volumes couvrant la période de 1856 à 1999)
- Craze[10],[11] (trois tomes dont le dernier est sorti en 2020)

Les travaux de recherche de Pedreira ont permis d'infirmer de nombreux mythes mais également de nuancer certaines affirmations qui n'étaient pas totalement fausses, mais simplement exagérées. Ce type d'exagération est courant dans le monde des arts martiaux du XXe siècle. Il a par exemple été pratiqué également au sujet du karaté kyokushinkai et de Masutatsu Oyama, à propos de ses combats contre des taureaux, mythe largement contredit par le Hollandais Jon Bluming (en) qui fut son élève,.[réf. nécessaire]

#### Mythe de l'invention par la famille Gracie[non neutre]
Au sujet de l'invention du jiu-jitsu brésilien par les Gracie, la majeure partie de ce qu'ils pratiquaient était déjà présente dans le judo américain et anglais dès 1905. Des règles spécifiques ont effectivement été adoptées dans les années 1950, mais les Gracie utilisaient principalement les règles de compétition publiées par Irving Hancock et Katsukuma Higashi.[Interprétation personnelle ?]
Ces règles étaient utilisées par Mitsuyo Maeda et ses élèves lors de démonstrations en 1909 et 1901 au Mexique, et dès 1914 à São Paulo et 1915 à Rio de Janeiro. Les règles étaient publiées dans des journaux locaux, de nombreuses fois dans l'année, et il a donc été possible d'infirmer l'histoire officielle de la famille Gracie.[réf. nécessaire]
Néanmoins, il est avéré que les Gracie voulaient utiliser des règles bien spécifiques dès 1933, et notamment la règle numéro 9 du livre de Hancock et Higashi en ce qui concerne les immobilisations sur le dos, que les Gracie ont très tôt refusé de considérer comme un facteur déterminant pour la victoire ou la défaite. Il est également avéré que les adversaires d'Helio Gracie entre 1932 et 1937 ne savaient pas comment gérer ce style de combat où le combattant sur le dos contrôle l'adversaire au-dessus de lui en le tenant entre ses jambes.[réf. nécessaire]
Les Gracie n'ont donc pas inventé la défense par la garde "adversaire entre les jambes", mais il est avéré qu'ils y excellaient.[réf. nécessaire]

#### Mythe des techniques uniques de combat de rue
Cela étant dit, toutes les techniques utilisées par les Gracie étaient déjà utilisées par les autres pratiquants de judo et de lutte libre (la scission technique eut lieu bien plus tard). De même, les preuves indiquent que les Gracie ont souvent redécouvert de vieilles techniques de Jû Jutsu grâce à l'influence de judokas tels que Takeo Yano, Haroldo Brito, Oswaldo Alves, et George Mehdi. Helio Gracie dira lui-même ne pas avoir inventé les techniques de jiu-jitsu qu'il utilisait.
L'un des points exagérés est également l'utilisation du Gracie Jiu Jitsu systématiquement lors de combats de rue : ces combats étaient régulièrement inattendus, et impliquaient des armes et des combattants en groupe. Une fois, Helio Gracie a combattu en "tirant la garde" dans une configuration typique du jiu jitsu brésilien moderne, et a été hospitalisé après avoir été gravement blessé. Rorion Gracie a ensuite changé sa version de l'histoire pour dire qu'Helio n'avait qu'inventé la méthode d'entraînement, mais George Mehdi utilisait la même méthode et l'avait apprise de Takeo Yano.
Une autre mystification[non neutre] vient de l'apprentissage de Carlos Gracie : il est établi historiquement que Gastão et Carlos Gracie n'ont pas pu étudier longtemps auprès de Conde Koma (Mitsuyo Maeda), et aucune preuve de leur lien n'a été fournie, mais probablement auprès de son assistant Jacyntho Ferro.[réf. nécessaire]

#### Mystifications autour d'Helio Gracie
Le personnage d'Helio Gracie a également été largement élevé au statut de légende sur la base de prétentions infondées. Par exemple, il est souvent dit qu'Helio Gracie était un enfant chétif qui s'est renforcé par le Jiu Jitsu brésilien, mais il s'avère qu'Helio a en fait pratiqué la natation avant le Jiu Jitsu, et ce à un niveau de compétition.[réf. nécessaire]
Cela dit, en 1967, le musée de l'image et du son, créé en 1963 par le gouverneur Carlos Lacerda, décidé d'honorer les meilleurs athlètes de l'histoire du Brésil. Trente-quatre athlètes furent nommés, et vingt-sept reçurent au moins un vote. Helio fit partie des huit à ne recevoir qu'un seul vote (un joueur de ping-pong reçut deux votes, à titre de comparaison).

#### Mystifications autour des combats menés
A propos des combats contre des judokas japonais, il est souvent raconté qu'Helio Gracie aurait défait le judoka Kato, vice-champion du monde pesant vingt kilogrammes de plus qu'Helio. Cette assertion n'a jamais été vérifiée puisqu'il n'y avait pas de pesée, et que les promoteurs et la presse ne faisaient que des estimations de poids. Kato faisait en fait probablement le même poids qu'Helio, d'après les témoins. Par ailleurs, Kato était en réalité un compétiteur régional, qui a obtenu un premier match nul contre Helio Gracie, avant de perdre effectivement contre Helio Gracie qui l'a soumis par étranglement lors de leur second combat.
Helio Gracie a été décrit comme le gagnant d'un combat contre le boxeur Erwin Klausner a Belo Horizonte, le 26 Septembre 1937, mais cette assertion est à mettre en doute, car les journalistes se trompaient souvent parmi les frères Gracie, et Helio disait n'avoir qu'une seule fois combattu hors de Rio. Les articles de presse ne montrant aucune photographie du combat, il est possible que ce combat ait en fait été mené par George Gracie, qui vivait effectivement à Belo Horizonte. A cause du même genre d'incertitude, il est possible qu'Helio n'a pas perdu un combat contre le luteur Dudu en 1937, et que ce soit en fait George qui ait perdu.
En ce qui concerne le titre de champion de Jiu-Jitsu, Helio s'est proclamé "champion du Brésil" après avoir affronté Landolfo Caribé, qui n'avait aucun record professionnel (même Carlos et Helio ont admis que Caribé n'était pas qualifié pour un tel combat). La plupart des journaux de l'époque n'ont pas considéré le combat comme sérieux. Helio a accepté de transmettre son titre de champion du Brésil à Carlson Gracie, quand ce dernier a battu Waldemar Santana, mais la plupart des combats de Carlson ont ensuite eu lieu en Luta Livre, et non en Jiu Jitsu. Ainsi, entre 1932 et 1936, Helio n'a combattu que 10 fois, dont deux fois seulement en combat libre (frappes autorisées). Entre 1950 et 1955, Helio a également combattu cinq fois, contre Kato, Kimura, et Santana (deux victoires, deux défaites, un nul), et ces matchs sont les mieux documentés.
En ce qui concerne Carlos Gracie, celui-ci n'a jamais combattu en compétition de Jiu-Jitsu, et n'a combattu professionnellement que lors d'un match de grappling avec un professeur de lutte en fin de carrière. Carlos a perdu ce combat par forfait, et en dehors de cela, n'a eu que trois matchs de Jiu-Jitsu avec Geo Omori, trois fois finissant à égalité. Il a également été vu dans un match amical de grappling à l'ACM de Rio, qui s'est terminé sur un match nul, avec un adversaire que George Gracie décrit comme débutant.

#### Mystifications techniques
La technique du triangle (sankakujime, 三角締め] est dépeinte une prétendue ré-introduction de Rolls Gracie, dans le JJB moderne. Or le triangle était largement pratiqué au japon dans les années 1920, et de nombreux judoka le pratiquaient. En 1955, alors que Rolls n'était âgé que de 4 ans, un journal rapportait que la technique favorite de Haroldo Brito n'était autre que le "triangulo".
Ude Garami (腕がらみ), la technique de clé de bras déchirant le muscle sous-épineux et / ou brisant l'humerus a été appliquée par Kimura sur Helio Gracie, et aurait été ainsi renommée Kimura par les Gracie. En réalité, les journalistes sportifs ont commencé à appeler cette technique la Kimuriana durant son second tour du Brésil en 1959.

### L'expansion du JJB moderne
A la fin des années 1980, Chuck Norris eut l'opportunité de rencontrer plusieurs membres de la famille Gracie, et notamment Rickson Gracie et ses frères, mais également Helio. Alors ceinture noire de judo et très entraîné dans d'autres arts martiaux de percussion (Karaté, Tae Kwon Do, Tang Soo Do), Norris reconnaît la compétence des Gracie et commence à s'entraîner au Jiu Jitsu Brésilien, notamment sous la direction des frères Machado, ce qui popularise largement l'art en Californie.
Dans le même temps, le Jiu Jitsu Brésilien prend ses lettres de noblesse alors que Rickson gagne la totalité de ses combats en vale-tudo (« tout est permis » en portugais) et Luta Livre (sans les frappes) dans les années 1980 et 1990 au Brésil. Ces faits sont d'ailleurs tout à fait vérifiables et rapportés en vidéo. L'ensemble des frères Gracie reconnaissait Rickson comme le meilleur d'entre eux et à cette époque, il fait figure d'ambassadeur du Gracie Jiu Jitsu, et combat malgré des blessures nombreuses (notamment 8 hernies discales). Malgré l'exagération et les rumeurs (on parle parfois de 400 victoires et zéro défaite, ce que même Helio met en doute), Rickson ne perd aucun combat en Vale Tudo, ni au Brésil, ni au Japon, ni en Amérique du nord (sauf une fois, lors d'un championnat de Sambo, où il a perdu en étant projeté par Ron Tripp, ce qui est éliminatoire dans certaines conditions, et négligeable du point de vue d'un combat libre).
Mais c'est en 1993, lors des premiers Ultimate Fighting Championships (UFC) que le Gracie Jiu Jitsu acquiert une aura d'art martial invincible, avec la domination de Royce Gracie sur ses adversaires. Les critiques diront à l'époque que les Gracie ont largement choisi leurs adversaires, et n'ont affronté que des combattants semi-professionnels sans grande envergure, mais la réputation du jiu jitsu brésilien a largement bénéficié de ces événements, notamment parce que beaucoup d'adversaires étaient plus massifs que Royce (exemples : Dan Severn, Patrick Smith et Ken Shamrock pesant chacun au moins quinze kilogrammes de plus que Royce, voire plus). D'autres jujiteiros populariseront l'art, par exemple au Pride Fighting Championships.
Dans le même temps, Royler Gracie combat également et remporte des victoires de niveau international. Fin technicien, Royler popularisera le jiu jitsu brésilien, notamment en écrivant un syllabus technique avec son cousin Renzo.
En France, le jiu jitsu brésilien a pris son essor également via la notoriété de Rickson Gracie, qui a donné un premier stage au Cercle Christian Tissier, à Vincennes, en 1995, tout en commençant à devenir populaire dans la presse spécialisée telle que le magazine Karaté Bushido,.
C'est sous la houlette de Guy Mialot et Christian Derval que le jiu jitsu brésilien se développe encore plus en France, alors qu'une équipe de pionniers entame sa seconde rentrée en septembre 1996 sous la bannière de la Rickson Gracie Academy : Eric Lavigne, Thierry Rijvas, Patrick Bittan, Daniel Quoniam, Gilles Arsène, Thierry Richevasse, Gaël Coadic, Mathieu Nicourt, Aziz Cherigui, David Giorsetti, Jovan Zerjal, Alain Nagera.
En 1997, Christian Derval invite Elio Soneca, et crée une fédération pour organiser les premiers Championnats de France. L'apprentissage a lieu dans une ambiance "époque héroïque" où, selon Patrick Bittan, les nombreux trous dans la connaissance du jiu jitsu brésilien sont comblés par le bagage précédent des pratiquants (pancrace, lutte, Judo, etc.).
Peu à peu, naît une nouvelle génération de pratiquants français, encore en activité aujourd'hui, tels que Laurence Cousin, Olivier "Mako" Michailesco, Grégory Bouchelaghem ou David Pierre-Louis.
À la suite de dissensions vis-à-vis de l'école de Rickson Gracie, le jiu jitsu français se rapproche de Flavio Behring, l'un des premiers élèves d'Helio Gracie.
En 2001, les premières ceintures noires Françaises sont décernées (Christian Derval, Patrick Bittan, et Alain Nagera), et depuis, le jiu jitsu français n'a fait que croître, envoyant des combattants sérieux en compétitions internationales.
En 2017, la CFJJB recense près de 150 professeurs en France.
En 2020, l'IBJJF recense près de 2 600 ceintures noires. Une méthodologie définie a permis d'estimer le nombre de pratiquants de jiu jitsu brésilien dans le monde à près de trois millions de personnes en 2020, dont une majorité de pratiquants de sexe masculin, dans la trentaine, avec un grade de ceinture bleue (pratiquant deux à trois fois par semaine depuis 3 ou 4 ans).

## Courants et styles

### Tenue et rituels
Comme le judo, le jiu-jitsu brésilien est traditionnellement pratiqué avec un keikogi, couramment appelée à tort kimono. La tenue est composée d'un pantalon et d'une veste en coton fermée par une ceinture. Le keikogi était historiquement blanc, comme l'attestent de nombreuses vidéos et photographies datant des débuts de la discipline, mais la popularité a donné lieu à la production de tenue de divers couleurs. Cette liberté de style diffère du côté plus strict du judo par exemple.
Comparé au judogi, la tenue du jiu-jitsu brésilien est aussi souvent plus resserrée au niveau des manches et du pantalon afin de rendre plus difficile leur saisie. L'ajout de patchs sur la veste et le pantalon est aussi une pratique commune, notamment pour afficher son école.
Les règlements de compétition n'autorisent toutefois que les tenues unies de couleur blanche, bleue ou noire, et l'application de patchs uniquement sur des zones définies.
Le jiu-jitsu brésilien peut aussi se pratiquer sans kimono, on parle alors de « no gi », et les différences avec le grappling et la luta livre (en) deviennent bien moins évidentes. Dans ce cas, les combattants ne peuvent saisir la tenue et sont généralement vêtus d'un short et d'un rash guard (en).
Le jiu-jitsu brésilien jouit d'une mentalité moins formelle que le judo, il est ainsi classique d'observer une technique en étant allongé sur le tapis, là où le judo demande traditionnellement l'observation en seiza.
Le salut collectif en début et fin de cours ne se fait jamais en seiza contrairement au judo, mais debout. Il est parfois suivi de poignées de main avec l'ensemble des partenaires et professeurs, comme on peut le voir en lutte et en sambo. Le salut en début de combat ressemble à un mouvement de check, c'est-à-dire une légère frappe dans la main de l'adversaire.

### Généralités, identité par rapport à d'autres arts martiaux
En termes de distance, le Jiu Jitsu brésilien se pratique très proche de l'adversaire. Debout, la distance est comparable au judo, au sambo, aux diverses formes de lutte arts précédemment cités, mais également au Tai-chi-chuan, ou au shuai jiao.
Mais ce qui différencie le Jiu Jitsu brésilien, c'est sa considération pour le combat sol : contrairement au Judo ou au Sambo, où le sol est une possibilité parmi d'autres, le Jujiteiro a pour stratégie privilégiée d'amener au sol afin d'annuler quelque peu la différence de poids, puis de l'immobiliser pour exercer une pression physique et psychologique sur lui et amoindrir sa résistance. Cette stratégie fut dépaysante pour nombre d'adversaires, car si l'on peut souvent forcer un adversaire à aller au sol, on ne peut en revanche pas facilement obliger l'autre à combattre debout.
Dès lors, la victoire dans un combat libre entre deux adversaires passe généralement par une maîtrise des techniques de combat au sol. Il en résulte une place nettement moins importante laissée en matière de projections ou de techniques de frappe du jiu-jitsu brésilien par rapport aux autres arts martiaux.
Une fois au sol, dans une position où il peut exercer beaucoup de pression, l'étape suivante pour un combattant de Jiu Jitsu brésilien est d'isoler un membre de l'adversaire : un corps rassemblé est plus difficile à manipuler qu'un corps déstructuré, et il faut donc affaiblir le membre en l'éloignant du corps pour augmenter l'effet de levier. La finalité de cette étape est d'exécuter une clé articulaire ou un étranglement, voire une compression musculaire, sur n'importe quelle articulation (les règlements sportifs ou au sein d'une école peuvent néanmoins exclure certaines techniques pour des raisons de sécurité).
Le but d'une bonne défense en Jiu Jitsu brésilien est donc de "recomposer" son corps, de sorte qu'il soit toujours le plus fort possible, et le but d'une bonne attaque est d'empêcher la recomposition, en limitant le mouvement de l'adversaire, ou en le poussant à commettre des erreurs.
La défense, dans cet art, passe par l'usage de la garde fermée (position sur le dos ou allongée de 3/4, avec l'adversaire entre ses jambes) ou ouverte (les pieds posés sur les jambes de l'adversaire pour l'empêcher d'approcher), et le gros du travail pour les débutants est d'apprendre à passer la garde de son opposant, ou de l'empêcher de passer la sienne.
Ce qui différencie le Jiu Jitsu brésilien du Judo, et du Sambo, c'est également l'approche tactique au sol (isoler un membre en amenuisant de plus en plus les options de l'adversaire), là où le Judo ancien et le Ju-no-michi visent plutôt à "sentir" le partenaire pour lui donner le moins d'information possible, et où le Samboiste cherche avant tout les soumissions et l'étranglement comme un jeu d'opportunité, tout en pouvant se relever si c'est une option intelligente sur le moment.
Le Jiu Jitsu Brésilien étant un art martial ayant pris son essor rapidement, il n'y a pas toujours eu d'unification au niveau des techniques : ainsi certains professeurs appelleront under-hook (en) le mouvement de bras qui consiste à contrôler l'aisselle de son partenaire, là où d'autres l'appelleront "esgrim". Certains parleront de Juji-Teiro, et d'autres de Jujutsuka... Certaines techniques seront nommées en portugais (comme la technique "omoplata"), d'autres resteront nommées en Japonais (exemple : le Juji Gatame (en)), et certaines autres techniques seront nommées en anglais, parfois parce qu'elles ont été créées dans un pays anglophone.
On retiendra, à ce sujet, Eddie Bravo (en), qui a développé tout un système de combat, avec des techniques nommées non sans humour,,:
- Banana Split, d'après le dessert du même nom : une clé d’écartèlement des jambes, la banane et les deux boules étant une métaphore de l'appareil génital masculin et des deux jambes formant une banane
- Crotch Ripper (le déchireur d'entre jambe) : une clé de hanche sur le muscle droit fémoral
- Baby Arm : une clé de coude dérivée de la version japonaise Ude Gatame, mais où l'exécutant est à genou, avec son partenaire lui formant un "bras de bébé" entre les jambes, là encore comme une métaphore phallique
- Escape from Guantanamo / Escape from Alcatraz : des techniques pour sortir de la position montée
- Electric Chair : une clé d’écartèlement
- Twister : une clé de colonne vertébrale
- Des positions de combat tels que le Truck ou la Rubber Guard.

D'autres techniques seront nommées d'après la personne ayant marqué les esprits par leur usage : D'arce Choke, Kimura, Marceloplata (du nom de Marcel Garcia), Baratoplata, Makoplata (du surnom d'Olivier Michailesco, dit "Mako").
Contrairement au judo ou au sambo, il n'y a pas de répertoire technique recensant toutes les techniques, car elles sont trop nombreuses. Ainsi, le passage de grade aura lieu sur la base de la maîtrise des concepts plutôt que sur la base d'un nombre donné de techniques.
Il est d'ailleurs à noter que les techniques utilisées sont réparties selon une loi de Pareto : la grande majorité des soumissions en combat (en JJB ou en MMA) est causée par un petit nombre de techniques que tout le monde connait.
De la pratique en keikogi à la pratique No-Gi, les principes techniques restent similaires, mais l'absence de Gi rend plus difficile l'immobilisation de l'adversaire en serrant son vêtement, ce qui implique des déplacements légèrement différents. D'une manière, il est admis que le jeu est plus figé en Gi qu'en No-gi, et que les techniques de No-Gi forcent à être plus contrôlant avec son corps et son transposables en Gi, alors que les techniques spécifiques au Gi sont plus difficiles à appliquer en No-Gi.
On retiendra par exemple l'usage de techniques utilisant les manches ou les pans de la veste (que l'on appelle "lapel") pour étrangler l'adversaire ou immobiliser un membre. Parfois, certaines techniques impliquent même l'usage de la ceinture (en compétition, ce n'est légal que si la personne porte encore sa ceinture attachée). Un système entier de garde, nommé la worm-guard, est basé sur l'usage de la veste.
Toutefois malgré cette identité très marquée, il existe plusieurs approches et plusieurs pratiques au sein du Jiu Jitsu brésilien.

### Style martial
La version du Jiu Jitsu Brésilien appliquée à la self défense et au MMA s'appelle aujourd'hui le Gracie Jiu Jitsu. Dans cette variante, même lorsque les partenaires s'entraînent purement à la lutte, les frappes sont sous entendues.
L'état d'esprit est celui du Jiu Jitsu brésilien de l'époque des premiers UFC, et c'est de là que viennent les règles de compétition : une position qui rapporte plus de points n'est pas forcément celle où l'on peut passer le plus de soumissions, mais simplement celle où l'on est le plus dominant, et notamment en termes de frappes.
Pour cette raison, la "garde fermée" du jiu jitsu brésilien (un pratiquant sur le dos, enserrant le tronc de son adversaire) n'est pas considérée comme une mauvaise position pour le pratiquant d'en dessous, car il contrôle le bassin de son adversaire, et peut donc l'empêcher de diriger ses coups ou de leur donner du poids. Il peut également l'agripper, et faire en sorte que les frappes qui seront reçues ne présentent qu'un risque minimal. De la même manière, être au sol en garde plus ouverte (un pratiquant sur le dos avec les pieds sur les jambes de son adversaire, l'autre debout ne voulant pas recevoir un coup de pied au visage ou dans les genoux) n'est pas un problème.
Pour cette raison, certains pratiquants, dont Riclson Gracie, considèrent que certaines techniques de Jiu Jitsu brésilien sont une dérive anti-martiale issue d'une génération qui n'a plus accès aux frappes, là où d'autres pratiquants comme Robert Drysdale considèrent que de toute manière, le Jiu Jitsu est inapplicable en situation "réelle",.
Dans sa version martiale, le Jiu Jitsu brésilien a des stratégies différentes du Sambo, mais un cahier des charges similaire. De vieux pratiquants trouvent d'ailleurs un intérêt à pratiquer en finesse, ce que Rickson Gracie appelle le Jiu Jitsu invisible, et dont l'esprit rappelle les vieux Jû Jutsu antiques des Koryu, du judo de l'école Kosen, ou même le Ju-No-Michi : trouver le levier le plus subtil, ne pas compenser un mauvais placement par de la force, cacher les informations données à l'adversaire en utilisant un point de tension situé à un autre endroit du corps, etc.
On pourrait rapprocher cette version du Jiu Jitsu brésilien de l'ancien Judo, où il aurait été impensable d'utiliser une variante moderne du Kumi-Kata (saisie de l'adversaire en combat), car l'ancienne garde du Judo permettait d'avoir suffisamment de contact avec son ennemi pour pouvoir annuler ses frappes.
D'une certaine manière, le Jiu Jitsu d'Eddie Bravo, pratiqué à son école (10th planet), sous-entend aussi les frappes et se veut être un Jiu Jitsu compatible avec le MMA.
Ce style martial implique également beaucoup plus de travail de techniques debout : de ce point de vue, la pratique qui consiste à accepter d'être projeté, ou à s'asseoir immédiatement en début de combat, est perçue comme une hérésie pour le JJB martial. En effet, la projection sur un sol dur et / ou irrégulier est bien plus dangereuse que sur tatami (surtout si le sol est jonché de débris de verre, ou très abrasif.
Dans le même ordre d'idées, la garde dite papillon serait acceptable en MMA, mais expose dangereusement l'entrejambe en Jiu Jitsu martial.
De même le fait de s'asseoir ou d'aller systématiquement au sol sans avoir projeté ni n'avoir été projeté pourrait être extrêmement dangereux si l'ennemi est armé ou qu'il y a plus d'une personne impliquée dans le combat. Pourtant, ces pratiques sont courantes en compétition, d'où la critique faite au sujet du JJB moderne.

### Style sportif
Dans cette variante, les frappes sont interdites, et les pratiquants se permettent certaines positions et techniques qui seraient des erreurs en combat incluant les frappes.
Cette pratique sportive permet néanmoins de progresser en toute sécurité, et est largement utilisée dans le Jiu Jitsu martial. Certaines fédérations interdisent néanmoins certaines techniques en deçà d'un certain grade, ou certaines techniques entièrement : les clés de doigts sont interdites dans la plupart des fédérations, ainsi que les clés de genoux et de chevilles en torsion (sont autorisées les clés dans l'axe). Les clés de poignets sont parfois autorisées, mais pas avant un certain grade, pour protéger les pratiquants.

## Grades

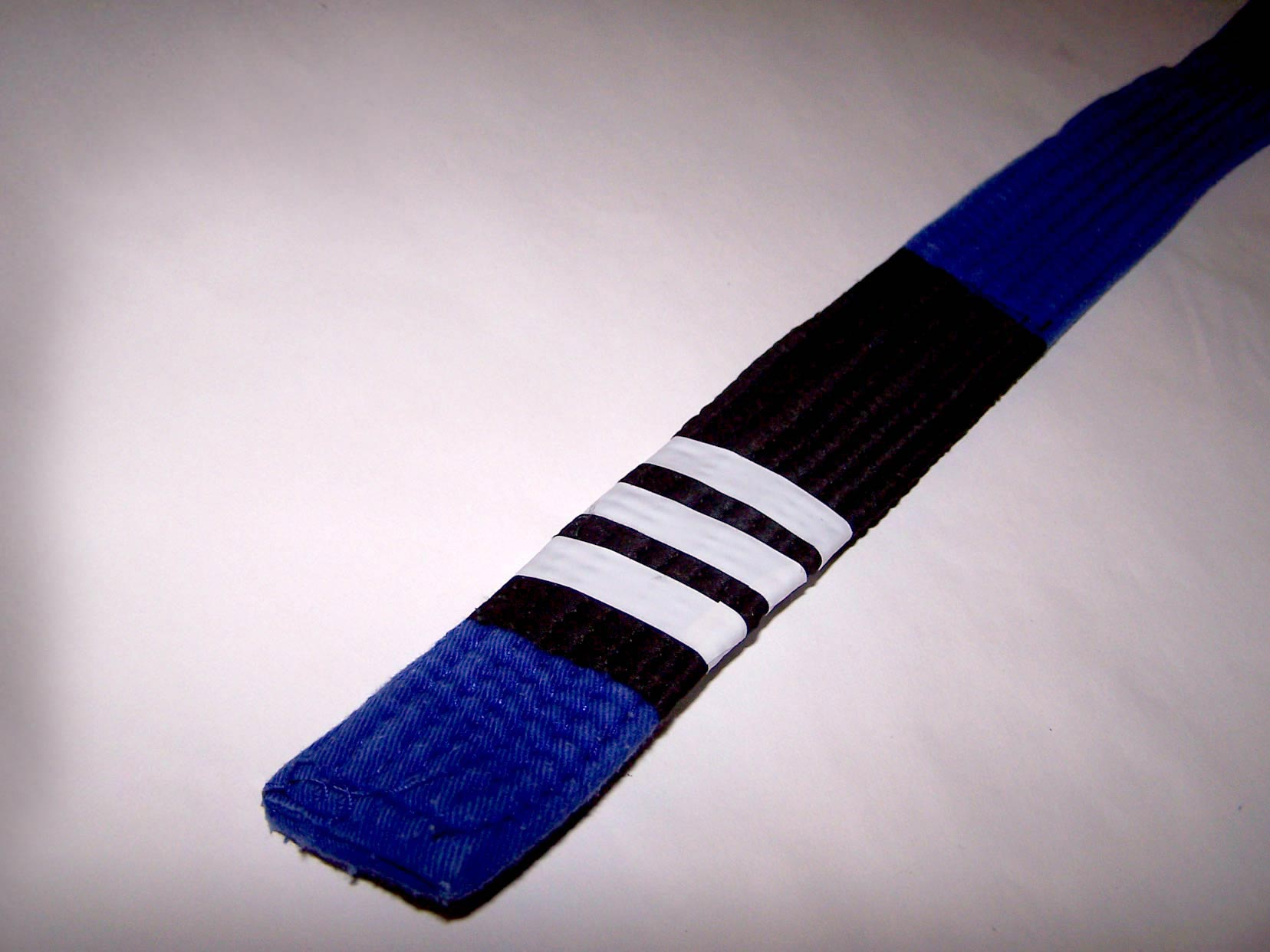
Une ceinture bleue de jiu-jitsu brésilien avec trois barrettes.

Comme au judo ou au karaté, le jiu-jitsu brésilien utilise un système de ceintures de couleurs afin de marquer la progression des pratiquants. Les débutants commencent leurs parcours avec la ceinture blanche, tandis que la ceinture noire est elle attribuée aux pratiquants les plus aguerris.
Un système de « barrettes » attachées à un bout de la ceinture est aussi parfois mis en place afin d'indiquer l'avancement entre les ceintures.
Les premiers pratiquants de Gracie Jiu Jitsu n'étaient probablement pas gradés en Judo au début de leur enseignement, puisque Mitsuyo Maeda a dit lui-même ne pas avoir eu de haut gradé avant une certaine période. Dans les années 1970, le système de grades étaient plus simples, et certains hauts gradés portaient une ceinture bleue large.
| Blanche |
| Grise   |
| Jaune   |
| Orange  |
| Verte   |

| Blanche  |
| Bleue    |
| Violette |
| Marron   |

| Noire 0-6          |
| Rouge et noire 7-8 |
| Rouge 9-10         |

### Blanche
Dans le système moderne, cette ceinture est celle des débutants et ne nécessite aucun prérequis.

### Bleue
On demande à une ceinture bleue de connaître des techniques pour sortir de chaque position, et de connaître la manière de maintenir chaque position, ainsi qu'un répertoire technique de mouvements offensifs depuis chaque position.
On demande également à la ceinture bleue de maîtriser toutes les formes de corps de base.

### Violette
On demande à une ceinture violette d'élargir son répertoire technique afin de développer une expertise.

### Marron
On demande à une ceinture marron d'avoir une vision claire du jeu : il faut alors développer son propre jeu, être capable d'avoir un panel technique qui correspond à son propre corps et ses propres préférences, et d'en faire une cartographie cohérente.

### Noire
Une ceinture noire doit être capable de lire le jeu de son adversaire et de le pousser à l'erreur.

### Ceintures post-noire
Comme dans beaucoup d'arts martiaux, les dans, ou degrés, inspirés des Budo, eux-mêmes inspirés de l'armée Japonaise, sont décernés sur des critères de plus en plus honorifiques et politiques au fur et à mesure que l'on progresse vers le 10e DAN.
Néanmoins, la carrière d'un Jujiteiro vers le 5e DAN consiste beaucoup à trouver des manières plus économiques, moins lisibles, et plus subtiles d'effectuer les mouvements.

### Débat sur la pertinence des grades
Comme beaucoup d'arts martiaux, le Jiu Jitsu Brésilien est soumis à quelques errements en ce qui concerne les grades : certaines personnes reçoivent un grade trop tôt ou pour des raisons politiques (Jair Bolsonaro a notamment reçu une ceinture noire honorifique des mains de Robson Gracie), et d'autres reçoivent un grade trop tard pour dominer une catégorie de compétition plus facilement (on appelle cette technique le sandbagging qui consiste à laisser un excellent combattant dans une catégorie donnée pendant plusieurs années supplémentaires).
L'on pourra aussi noter que les ceintures ne sont pas équivalentes, et qu'elles indiquent plus un vécu qu'un niveau. Ainsi, le combattant des premières décennies du MMA, Enson Inoué, s'est auto-rétrogradé en ceinture violette (ce que son professeur a désapprouvé) car il estimait ne plus être au niveau requis au vu de l'évolution de la discipline.
Un autre exemple notable est celui d'André Galvão, qui, en tant que ceinture bleue, a battu facilement une ceinture noire. Galvão était ceinture bleue autour de ses 18 ans, mais pratiquait depuis l'enfance intensément : en termes d'heures de pratique, il était largement plus expérimenté qu'une ceinture noire d'une section loisir.
Enfin, on pourra citer le cas de Masato Uchishiba, champion olympique de Judo banni des compétitions de Judo à la suite d'une condamnation pénale, qui est revenu combattre en compétitions de Jiu Jitsu brésilien. Sa maîtrise du sol, digne d'un olympien, était fatalement largement supérieure à celle de bon nombre de combattants amateurs ou semi-professionnels gradés, et Uchishiba était largement au-dessus du niveau d'une ceinture bleue de JJB.

## Risques et avantages pour la santé
Les blessures courantes de cette pratique sont proches de la lutte en compétition : hernies discales, ruptures des ligaments, oreilles en chou, irritations de peau et champignons de pieds...
Comme en Judo, le fait de saisir le Gi du partenaire peut conduire à une déformation des doigts, et à l'apparition de nodules aux articulations, limitant parfois la mobilité (blessures aussi classiques en escalade).

## Règlement de compétition

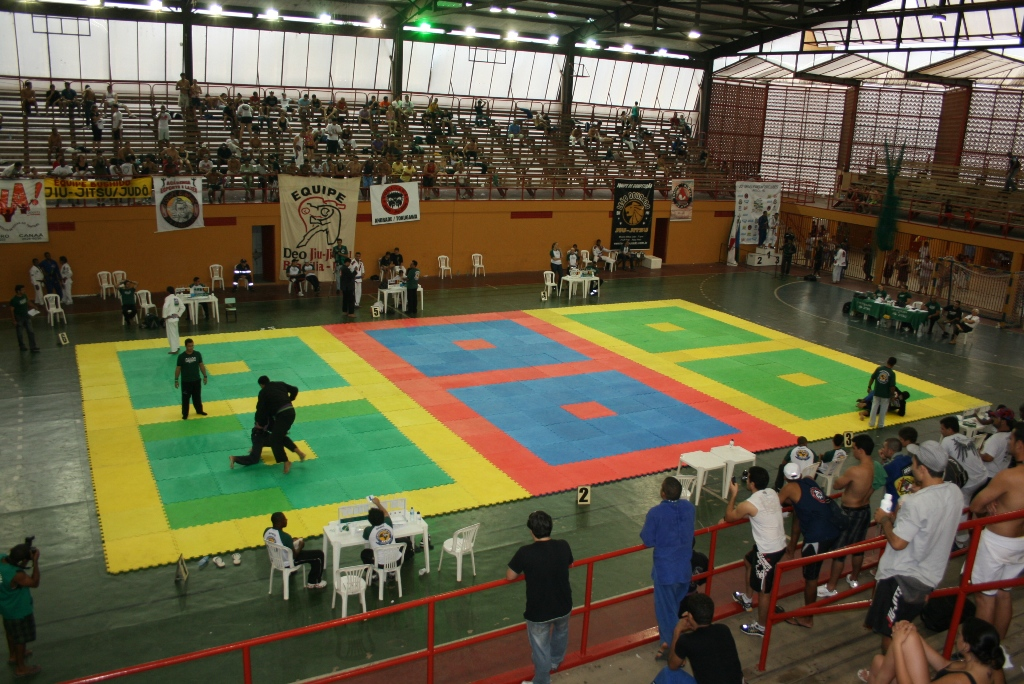
Six aires de combat lors d'une compétition de jiu-jitsu brésilien à Ipatinga.

Si plusieurs organismes et fédérations proposent de légères variantes du règlement pour la pratique du jiu-jitsu brésilien ou discipline analogue de grappling en compétition, les règles éditées par la Fédération internationale de jiu-jitsu brésilien (IBJJF) s'imposent en référence depuis les années 1990 et le développement de ce sport à travers le monde. Les Championnats du monde organisés par cette fédération depuis 1996 sont d'ailleurs considérés comme la plus prestigieuse compétition de jiu-jitsu brésilien.
Le règlement de l'IBJJF opposent les participants selon leurs grades, leurs catégories d'âge et de poids.
Cependant, une compétition dite absolute peut rassembler tous les compétiteurs du même grade et de la même catégorie d'âge, qu'importe leurs poids.
Lors d'un combat de jiu-jitsu brésilien, deux combattants se font face sur une aire de combat carrée composée de tapis, d'une taille allant de 64 m2 à 100 m2. La surface centrale est entourée de tapis, généralement d'une couleur différente, constituant la « zone de sécurité ». Si les concurrents viennent à sortir de cette zone de combat, le match est mis en pause le temps que l'arbitre les ramène au centre dans la même position.
Un seul arbitre est présent sur les tapis et fait autorité dans les décisions qu'il donne via des gestes codifiés. Le but de l'opposition est de faire abandonner son adversaire à l'aide d'une technique de soumission avant la fin du temps imparti. Des points sont aussi distribués par l'arbitre au cours du combat, suivant les actions effectuées, et permettent de déterminer un vainqueur si aucun des concurrents n'a pu faire abandonner l'autre avant la fin du chronomètre.

### Règlement des Tenues (Gi) en Jiu-Jitsu Brésilien (IBJJF)
Le gi (kimono) doit respecter des normes strictes définies par l'IBJJF (International Brazilian Jiu-Jitsu Federation) pour garantir l’uniformité et la sécurité des compétitions. Voici les exigences clés :
- Manches : Les manches du gi doivent être entre le poignet et les phalanges. La largeur des manches doit être au minimum celle d'une ceinture et cette largeur doit être maintenue jusqu’au biceps.
- Pantalon : Le bas du pantalon doit atteindre exactement la cheville ou être légèrement en dessous, mais pas au-dessus.
- Tissu : Le tissu du gi doit obligatoirement être en pearl weave ou japanese weave pour garantir la solidité et la durabilité du kimono.

### Règlement des Rashguards en Jiu-Jitsu Brésilien (IBJJF) en NO GI
Les rashguards, également appelés t-shirts de compression, sont souvent portés lors des entraînements et compétitions de Jiu-Jitsu brésilien, particulièrement dans les formats de No-Gi (sans gi). Selon les règles de l'IBJJF (International Brazilian Jiu-Jitsu Federation), les exigences concernant les rashguards sont spécifiées pour les compétitions en No-Gi. Voici un résumé des règles régissant leur usage, en fonction des ceintures et des événements :

### Règlement des Rashguards en Jiu-Jitsu Brésilien (IBJJF)
1. Matériel et Design :
  - Les rashguards doivent être faits d’un matériau élasthanne ou de tissus similaires qui assurent une compression et un ajustement optimal pour permettre une liberté de mouvement pendant les combats.
  - Le tissu utilisé doit être sans couture pour éviter toute gêne lors du combat.
  - Les rashguards doivent être de couleur unie ou avec des motifs non perturbants. L'IBJJF interdit les motifs ou les logos trop grands ou exagérés qui pourraient nuire à l'uniformité des compétitions.
  - Les logos et les inscriptions doivent être discrets et conformes aux normes de l'IBJJF (pas de logos ou slogans excessivement grands). Les logos doivent être placés dans des zones spécifiques (par exemple sur les épaules ou sur la poitrine) et ne doivent pas dépasser 15 cm².
2. Couleur :
  - Les rashguards sont généralement autorisés dans des couleurs uniques, mais l’IBJJF autorise certaines exceptions où des motifs ou des couleurs spécifiques peuvent être utilisés pour différencier les pratiquants en fonction des catégories (homme/femme, ceinture blanche, bleue, etc.).
  - Cependant, il est important que la couleur du rashguard ne soit pas trop agressive ou ne détourne pas l’attention du spectateur sur le pratiquant.
3. Exigences Spécifiques pour les Ceintures :
  - En No-Gi, les pratiquants doivent porter un rashguard de couleur compatible avec leur grade. Par exemple, un pratiquant avec une ceinture bleue doit porter un rashguard compatible avec son grade, tout comme un pratiquant avec une ceinture noire ou une ceinture marron.
  - Pour les ceintures blanches (cf. noir), il faut que le rashguard ait 50% de blanc (cf. noir) au minimum. La seule autre couleur autorisée est le noir.
  - Pour les autres ceintures, il faut 10% de la couleur du grade au minimum. L'autre couleur autorisée est le blanc ou le noir.
4. Autres Considérations :
  - Il est également requis que les pratiquants portent des shorts sans poches, faits de matériaux similaires aux rashguards. Les shorts doivent être de couleur unie et adaptés à la pratique du sport.
  - Les équipements non autorisés sont les gants, bracelets, et chaussures. De plus, les tatouages ou motifs décoratifs peuvent être interdits s’ils sont jugés offensants ou perturbateurs.
5. Compétitions No-Gi :
  - Lors des événements de compétition No-Gi, les rashguards sont portés sous une réglementation stricte et doivent être validés avant le début de la compétition.
  - En règle générale, les pratiquants doivent également porter des shorts de compression ou des shorts adaptés (sans poches), avec une coupe et un design convenant à la norme de l'IBJJF.

### Attribution des points

#### Passage de garde: 3 points
Critères d’attribution des points :
- le combattant a passé les jambes,
- le dos de l’adversaire est tourné vers le sol,
- le combattant marque le contrôle sans laisser d’espace entre les deux corps pendant au moins trois secondes avant de changer de position,
- l’adversaire ne maintient pas le bras de l’attaquant en contrôle de type « garde ouverte ».

Les points ne sont pas attribués si :
- l’attaquant doit sans cesse bouger son corps et s’adapter pour contrôler l’adversaire, sans réussir à stabiliser trois secondes la position,
- l’adversaire repasse à quatre pattes,
- si l’adversaire reprend immédiatement dans la garde ou demi-garde,

Dans ces cas, l’attaquant marque « avantage ».
Remarques :
- Le passage de demi-garde est considéré comme un passage de garde : 3 points
- Si un combattant est repris dans la demi-garde et ressort sa jambe, il a comptabilisé un nouveau passage de garde.
- Le passage de la garde à la demi-garde est compté «avantage» si l’attaquant a le bassin plaqué contre son adversaire (si l’adversaire arrive à maintenir de la distance et à reste sur le côté, il n’y a pas d’avantage).

#### Projection: 2 points
Critères d’attribution des points :
- La projection est nette (une grande partie du dos de l’adversaire touche le sol) même si l’attaquant reste debout
- La projection n’est pas nette (adversaire tombant sur le côté) mais l’attaquant contrôle la position d’arrivée au sol

Les points ne sont pas attribués si :
- l’adversaire arrive sur les fesses ou le côté et passe immédiatement à quatre pattes

Dans ce cas, l’attaquant marque « avantage »
Remarques :
- Si les deux genoux de l’adversaire sont au sol lorsque commence l’attaque, il ne peut être marqué qu’ « avantage ». Si un des deux genoux est levé, il est marqué deux points.
- Si les deux adversaires s'assoient simultanément en position de garde assise (double « pull-guard »), le premier à se relever se verra attribué un « avantage ».

#### Renversement: 2 points
Il s’agit d’une technique démarrée d’une position inférieure qui amène l’attaquant à une position supérieure.
Critères d’attribution des points :
- L’adversaire était au-dessus de l’attaquant au début de la technique
- L’adversaire arrive sur le côté, les fesses ou le dos
- L’attaquant contrôle la position d’arrivée

Les points ne sont pas attribués si :
- L’attaquant commence l’action au-dessus de l’adversaire (les retournements type «Judo» lorsque l’adversaire est à quatre pattes)
- L’adversaire est renversé mais revient immédiatement dans la garde

Dans ces deux cas, l’attaquant marque « avantage ».
Remarques :
- Les deux points sont marqués même si l’attaquant arrive dans la demi-garde de l’adversaire
- Les sorties de contrôles (croix, montée…) ne sont pas des renversements et ne donnent ni points, ni avantages

#### Passage en position montée: 4 points
Critères d’attribution des points :
- l’attaquant est tourné vers le visage de l’adversaire (pas de points pour montée inversée)
- la position doit être maintenue 3 secondes
- l’adversaire peut être à plat dos, sur le côté ou sur le ventre
- au moins un des deux genoux de l’attaquant doit être au sol
- un bras de l’adversaire peut-être pris sous les jambes mais pas les deux

Les points ne sont pas attribués si :
- un pied de l’attaquant est toujours pris entre les jambes de l’adversaire

Remarques :
- passage de garde + montée = 3+4 points

#### Genou sur estomac: 2 points
Critères d’attribution des points :
- le genou du côté des jambes de l’adversaire est sur son abdomen

Les points ne sont pas attribués si :
- le genou du côté de la tête de l’adversaire est sur le sol

#### Passage dans le dos: 4 points
Critères d’attribution des points :
- la position est stabilisée 3 secondes
- les deux crochets sont passés aux hanches
- un bras de l’adversaire peut-être pris sous les jambes mais pas les deux

Les points ne sont pas attribués si :
- le corps de l’adversaire est entouré par les jambes en triangle
- un seul crochet est passé

Remarques :
- les points sont accordés que l’adversaire soit à quatre pattes, ventre en l’air ou ventre vers le sol.

#### Situations particulières
Pour prendre dans la garde depuis la position debout :
- Il est nécessaire de tenir le kimono de l’adversaire (manche, revers, pantalon…) sinon, il est comptabilisé comme une « faute modérée ».
- Si l’adversaire tient le pantalon et soulève la jambe de celui qui s’assoit, il marque 2 points.
- Croiser l'axe central lors d'une clé de jambes est interdit (mise en danger du genou de l'adversaire)
- Saisir l'intérieur de la jambe du Gi est interdit (risque de fracture des doigts)